# Saint-Privat (Corrèze)
Pour les articles homonymes, voir Saint-Privat.
Saint-Privat est une commune française située dans le département de la Corrèze, en région Nouvelle-Aquitaine.

## Géographie
Au sud du département de la Corrèze, en Xaintrie, la commune de Saint-Privat est arrosée au nord-ouest par la Glane de Servières, affluent de la Dordogne, et au sud-est par la Glane d'Ancèze, affluent de la Maronne.
L'altitude minimale, 491 mètres, se trouve à l'ouest, au niveau du lac de Feyt, là où la Glane de Servières quitte la commune et entre sur celle de Servières-le-Château. L'altitude maximale avec 623 ou 643 mètres est localisée en deux endroits au nord-est, près du lieu-dit Artiges.
Le bourg de Saint-Privat, au croisement des routes départementales (RD) 13, 145  et 980, se situe, en distances orthodromiques, treize kilomètres au nord-est d'Argentat.
La commune est également desservie par les RD 29E4 et 75E1.

### Communes limitrophes
Saint-Privat est limitrophe de cinq autres communes. Au nord-est, son territoire est distant d'une cinquantaine de mètres de celui d'Auriac, et au sud-ouest à moins de 500 mètres de celui de Hautefage.
Les communes limitrophes sont  Darazac, Saint-Cirgues-la-Loutre, Saint-Geniez-ô-Merle, Saint-Julien-aux-Bois et Servières-le-Château.
|                      | Darazac                 |                       |
| Servières-le-Château | Saint-Privat            | Saint-Julien-aux-Bois |
| Saint-Geniez-ô-Merle | Saint-Cirgues-la-Loutre |                       |

### Climat
Pour des articles plus généraux, voir Climat de la Nouvelle-Aquitaine et Climat de la Corrèze.
Historiquement, la commune est exposée à un climat montagnard.  
En 2020, Météo-France publie une typologie des climats de la France métropolitaine dans laquelle la commune est exposée à un climat de montagne et est dans la région climatique  Ouest et nord-ouest du Massif Central, caractérisée par une pluviométrie annuelle de 900 à 1 500 mm, maximale en automne et en hiver.
Pour la période 1971-2000, la température annuelle moyenne est de 10,2 °C, avec  une amplitude thermique annuelle de 15 °C. Le cumul annuel moyen de précipitations est de 1 207 mm, avec 12,6 jours de précipitations en janvier et 7,7 jours en juillet. Pour la période 1991-2020, la température moyenne annuelle observée sur la station météorologique installée sur la commune est de 10,7 °C et le cumul annuel moyen de précipitations est de 1 324,6 mm,. Pour l'avenir, les paramètres climatiques de la commune estimés pour 2050 selon différents scénarios d’émission de gaz à effet de serre sont consultables sur un site dédié publié par Météo-France en novembre 2022.
| Mois                                  | jan.           | fév.           | mars           | avril         | mai           | juin          | jui.          | août           | sep.          | oct.          | nov.             | déc.           | année      |
| ------------------------------------- | -------------- | -------------- | -------------- | ------------- | ------------- | ------------- | ------------- | -------------- | ------------- | ------------- | ---------------- | -------------- | ---------- |
| Température minimale moyenne (°C)     | −0,3           | −0,7           | 1,7            | 4,1           | 7,6           | 10,9          | 12,3          | 12,1           | 9             | 6,8           | 2,7              | 0,2            | 5,5        |
| Température moyenne (°C)              | 3,3            | 3,8            | 7,1            | 9,8           | 13,3          | 17            | 18,5          | 18,4           | 15,1          | 11,7          | 6,6              | 3,9            | 10,7       |
| Température maximale moyenne (°C)     | 7              | 8,3            | 12,5           | 15,5          | 19            | 23            | 24,8          | 24,8           | 21,2          | 16,6          | 10,5             | 7,7            | 15,9       |
| Record de froid (°C) date du record   | −13,6 13.01.03 | −15,9 09.02.12 | −15,2 01.03.05 | −8,6 07.04.21 | −2,8 03.05.21 | 0,4 08.06.19  | 3,8 04.07.20  | 3,6 30.08.1998 | −0,9 09.09.19 | −6,8 25.10.03 | −11,4 22.11.1998 | −13,3 19.12.09 | −15,9 2012 |
| Record de chaleur (°C) date du record | 21,2 01.01.22  | 23,8 27.02.19  | 24,7 14.03.12  | 27,9 29.04.05 | 31,9 21.05.22 | 37,6 27.06.19 | 37,7 23.07.19 | 37,6 05.08.03  | 34,3 04.09.23 | 30,4 01.10.23 | 22,8 07.11.15    | 18,6 31.12.21  | 37,7 2019  |
| Précipitations (mm)                   | 121,7          | 102,6          | 104,6          | 121,6         | 113,8         | 100,1         | 79,1          | 84,4           | 102           | 115,2         | 139,7            | 139,8          | 1 324,6    |

## Urbanisme

### Typologie
Au 1er janvier 2024, Saint-Privat est catégorisée bourg rural, selon la nouvelle grille communale de densité à 7 niveaux définie par l'Insee en 2022.
Elle est située hors unité urbaine et hors attraction des villes,.

### Occupation des sols
L'occupation des sols de la commune, telle qu'elle ressort de la base de données européenne d’occupation biophysique des sols Corine Land Cover (CLC), est marquée par l'importance des forêts et milieux semi-naturels (50,9 % en 2018), en diminution par rapport à 1990 (54,1 %). La répartition détaillée en 2018 est la suivante : 
forêts (50,9 %), prairies (40,9 %), zones urbanisées (4,9 %), zones agricoles hétérogènes (2,3 %), eaux continentales (0,9 %).
L'évolution de l’occupation des sols de la commune et de ses infrastructures peut être observée sur les différentes représentations cartographiques du territoire : la carte de Cassini (XVIIIe siècle), la carte d'état-major (1820-1866) et les cartes ou photos aériennes de l'IGN pour la période actuelle (1950 à aujourd'hui).

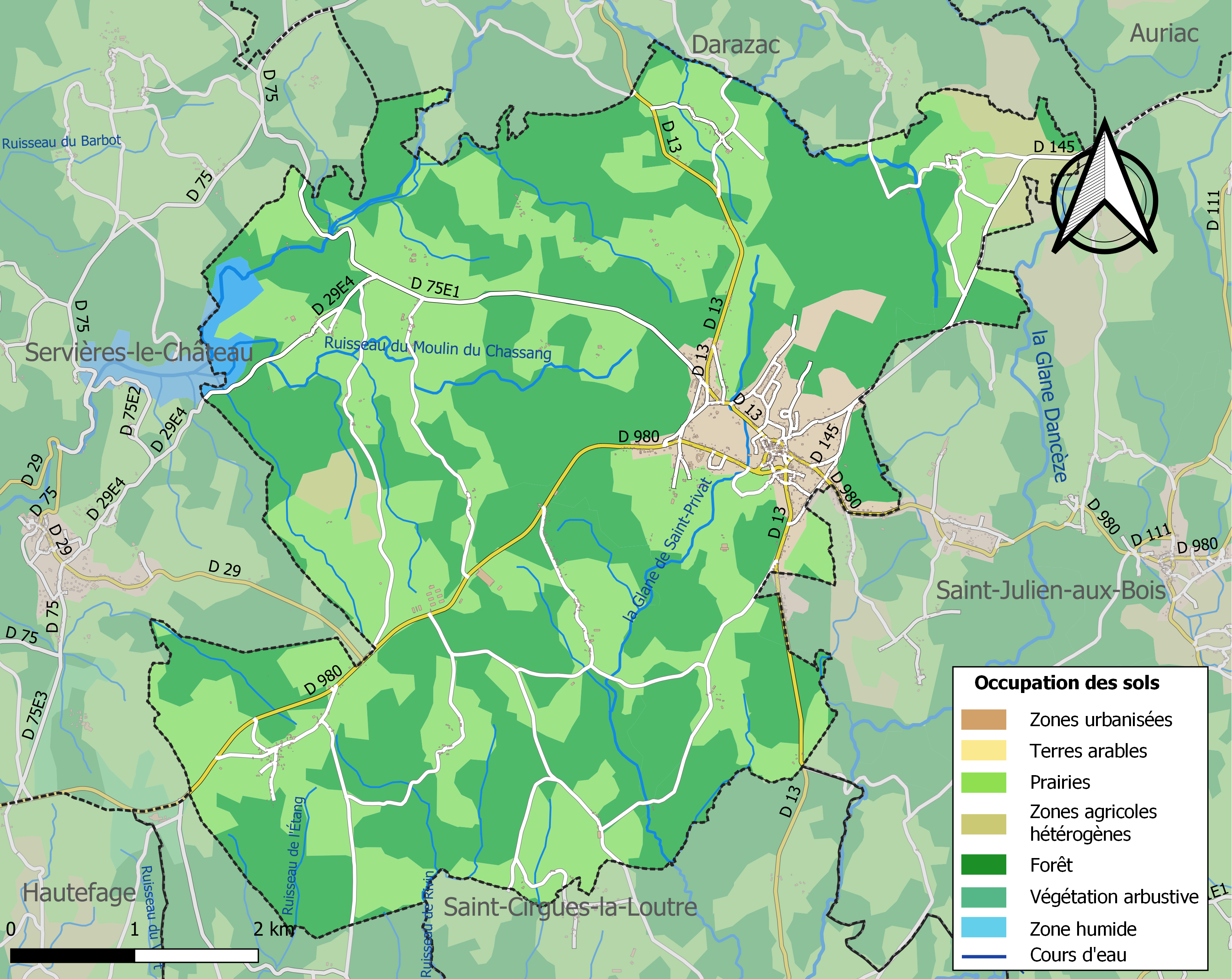
Carte des infrastructures et de l'occupation des sols de la commune en 2018 (CLC).

### Risques majeurs
Le territoire de la commune de Saint-Privat est vulnérable à différents aléas naturels : météorologiques (tempête, orage, neige, grand froid, canicule ou sécheresse), feux de forêts et séisme (sismicité très faible). Il est également exposé à deux risques particuliers : le risque minier et le risque de radon. Un site publié par le BRGM permet d'évaluer simplement et rapidement les risques d'un bien localisé soit par son adresse soit par le numéro de sa parcelle.

#### Risques naturels

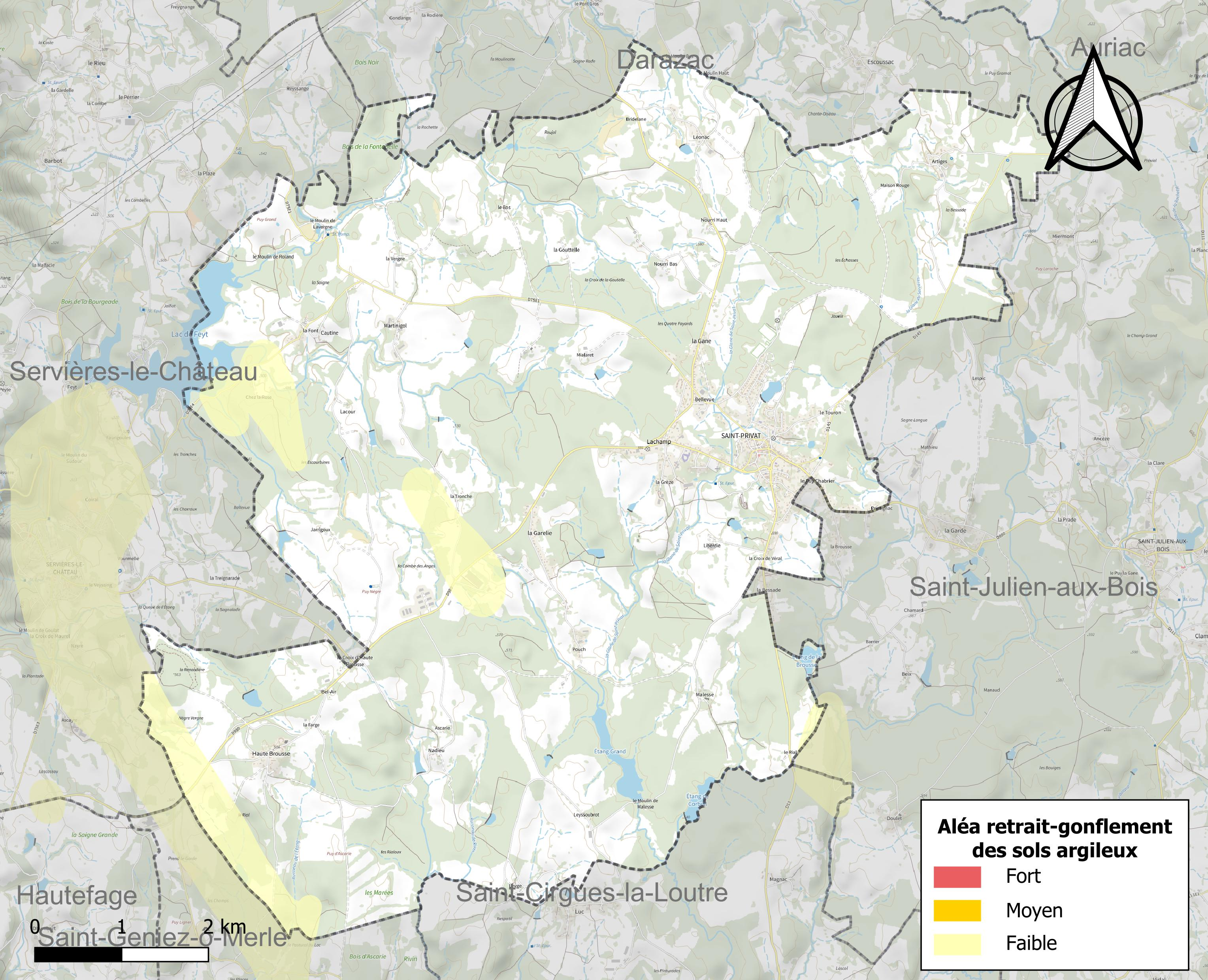
Carte des zones d'aléa retrait-gonflement des sols argileux de Saint-Privat.

Le retrait-gonflement des sols argileux est susceptible d'engendrer des dommages importants aux bâtiments en cas d’alternance de périodes de sécheresse et de pluie. Aucune partie du territoire de la commune n'est en aléa moyen ou fort (26,8 % au niveau départemental et 48,5 % au niveau national). Sur les 597 bâtiments dénombrés sur la commune en 2019,  aucun n'est en aléa moyen ou fort, à comparer aux 36 % au niveau départemental et 54 % au niveau national. Une cartographie de l'exposition du territoire national au retrait gonflement des sols argileux est disponible sur le site du BRGM,.
Concernant les feux de forêt, aucun plan de prévention des risques incendie de forêt (PPRIF) n’a été établi en Corrèze, néanmoins le code de l’urbanisme impose la prise en compte des risques dans les documents d’urbanisme. Le périmètre des servitudes d'utilité publique et des zones d'obligation légale de débroussaillement pour les particuliers est quant à lui défini pour la commune dans une carte dédiée. 

#### Risques particuliers
La commune est  concernée par le risque minier, principalement lié à l’évolution des cavités souterraines laissées à l’abandon et sans entretien après l’exploitation de mines. 
Dans plusieurs parties du territoire national, le radon, accumulé dans certains logements ou autres locaux, peut constituer une source significative d’exposition de la population aux rayonnements ionisants. Certaines communes du département sont concernées par le risque radon à un niveau plus ou moins élevé. Selon la classification de 2018, la commune de Saint-Privat est classée en zone 3, à savoir zone à potentiel radon significatif. 

## Toponymie
La commune se nomme Sant-Privat en occitan.

## Histoire
Sous la Révolution française, pour suivre un décret de la Convention, la commune change de nom pour Privat-Haute-Montagne et Privat-le-Centre.

## Politique et administration

### Liste des maires
| Période    | Période    | Identité            | Étiquette | Qualité                                                                                            |
| ---------- | ---------- | ------------------- | --------- | -------------------------------------------------------------------------------------------------- |
|            |            |                     |           | |
| 1908       | 1932       | Alphonse Mons       | Rad.      | Notaire - Député (1907-1919) Conseiller général du canton de Saint-Privat (1898-1919 et 1927-1930) |
|            |            |                     |           | |
| 1977       | 1989       | Michel Denis        | PS        | Conseiller général du canton de Saint-Privat (1976-1982)                                           |
|            |            |                     |           | |
| avant 1995 | 2001       | Gérard Condamine    |           | Entrepreneur de transports                                                                         |
| mars 2001  | 2008       | Jean-Basile Sallard | PS        | Conseiller général du canton de Saint-Privat (1995-1996, élection annulée)                         |
| mars 2008  | avril 2014 | Serge Galliez       | DVD-UMP   | Conseiller général du canton de Saint-Privat (2001-2015)                                           |
| avril 2014 | En cours   | Jean-Basile Sallard | PS        | Retraité de l'enseignement                                                                         |

## Démographie
Les habitants de Saint-Privat sont les Saint-Privacois.
L'évolution du nombre d'habitants est connue à travers les recensements de la population effectués dans la commune depuis 1793. Pour les communes de moins de 10 000 habitants, une enquête de recensement portant sur toute la population est réalisée tous les cinq ans, les populations de référence des années intermédiaires étant quant à elles estimées par interpolation ou extrapolation. Pour la commune, le premier recensement exhaustif entrant dans le cadre du nouveau dispositif a été réalisé en 2005.

En 2022, la commune comptait 1 038 habitants, en évolution de −3,98 % par rapport à 2016 (Corrèze : −0,59 %, France hors Mayotte : +2,11 %).
| 1793 | 1800 | 1806  | 1821 | 1831  | 1836 | 1841  | 1846  | 1851  |
| ---- | ---- | ----- | ---- | ----- | ---- | ----- | ----- | ----- |
| 997  | 897  | 1 008 | 907  | 1 004 | 992  | 1 012 | 1 143 | 1 180 |

| 1856  | 1861  | 1866  | 1872  | 1876  | 1881  | 1886  | 1891  | 1896  |
| ----- | ----- | ----- | ----- | ----- | ----- | ----- | ----- | ----- |
| 1 131 | 1 154 | 1 109 | 1 142 | 1 121 | 1 225 | 1 311 | 1 179 | 1 217 |

| 1901  | 1906  | 1911  | 1921 | 1926 | 1931 | 1936 | 1946  | 1954 |
| ----- | ----- | ----- | ---- | ---- | ---- | ---- | ----- | ---- |
| 1 216 | 1 153 | 1 073 | 951  | 906  | 941  | 925  | 1 100 | 919  |

| 1962 | 1968  | 1975  | 1982  | 1990  | 1999  | 2005  | 2006  | 2010  |
| ---- | ----- | ----- | ----- | ----- | ----- | ----- | ----- | ----- |
| 942  | 1 019 | 1 114 | 1 167 | 1 126 | 1 091 | 1 108 | 1 105 | 1 118 |

| 2015  | 2020  | 2022  | - | - | - | - | - | - |
| ----- | ----- | ----- | - | - | - | - | - | - |
| 1 085 | 1 047 | 1 038 | - | - | - | - | - | - |

## Culture locale et patrimoine

### Lieux et monuments
- L'église Saint-Privat.
- Le chemin de Vijus part du centre de Saint-Privat, près de l'école, et va faire le tour du Puy-Bertrand et débouche sur la route de Malesse.

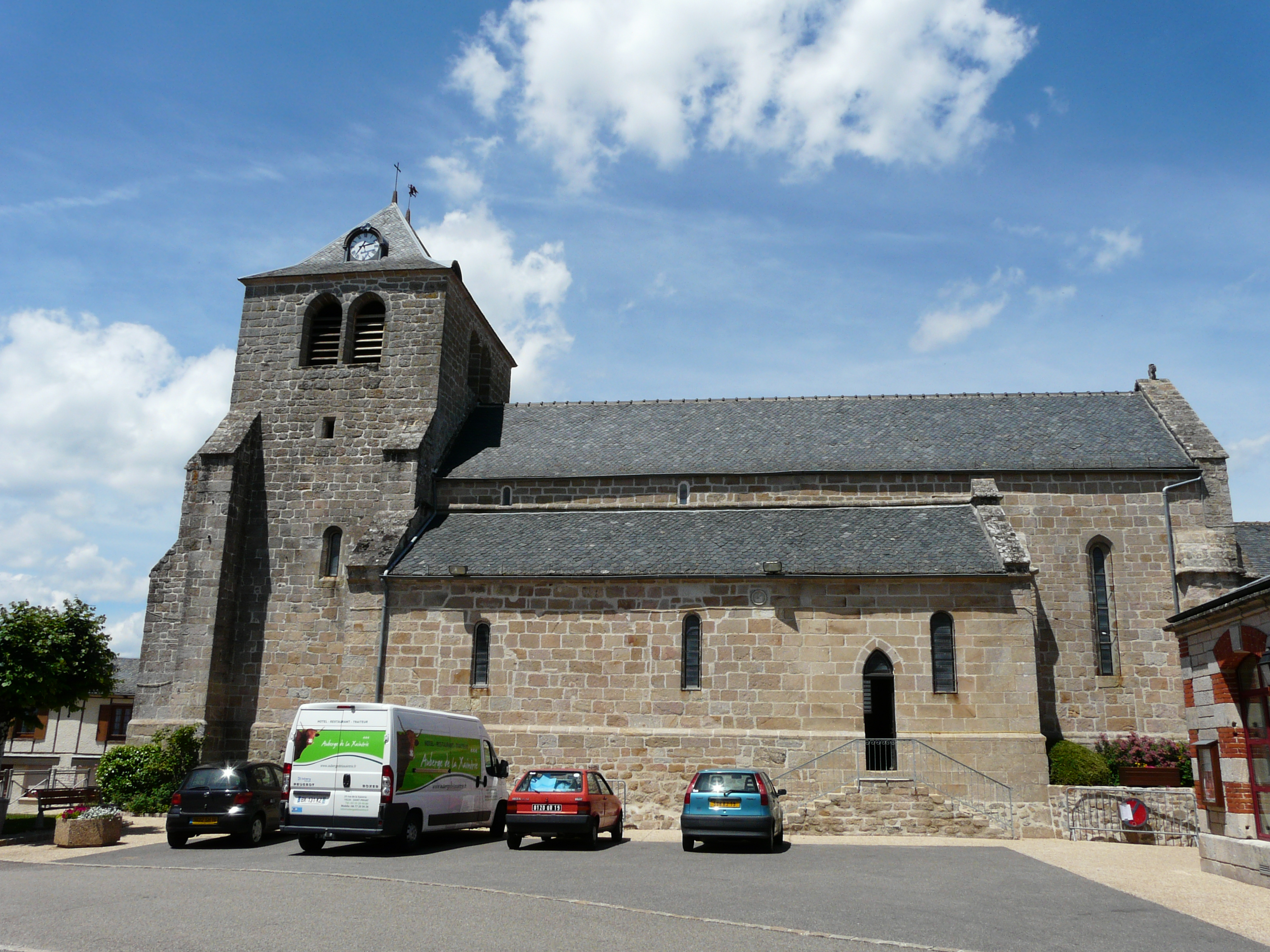
L'église Saint-Privat.
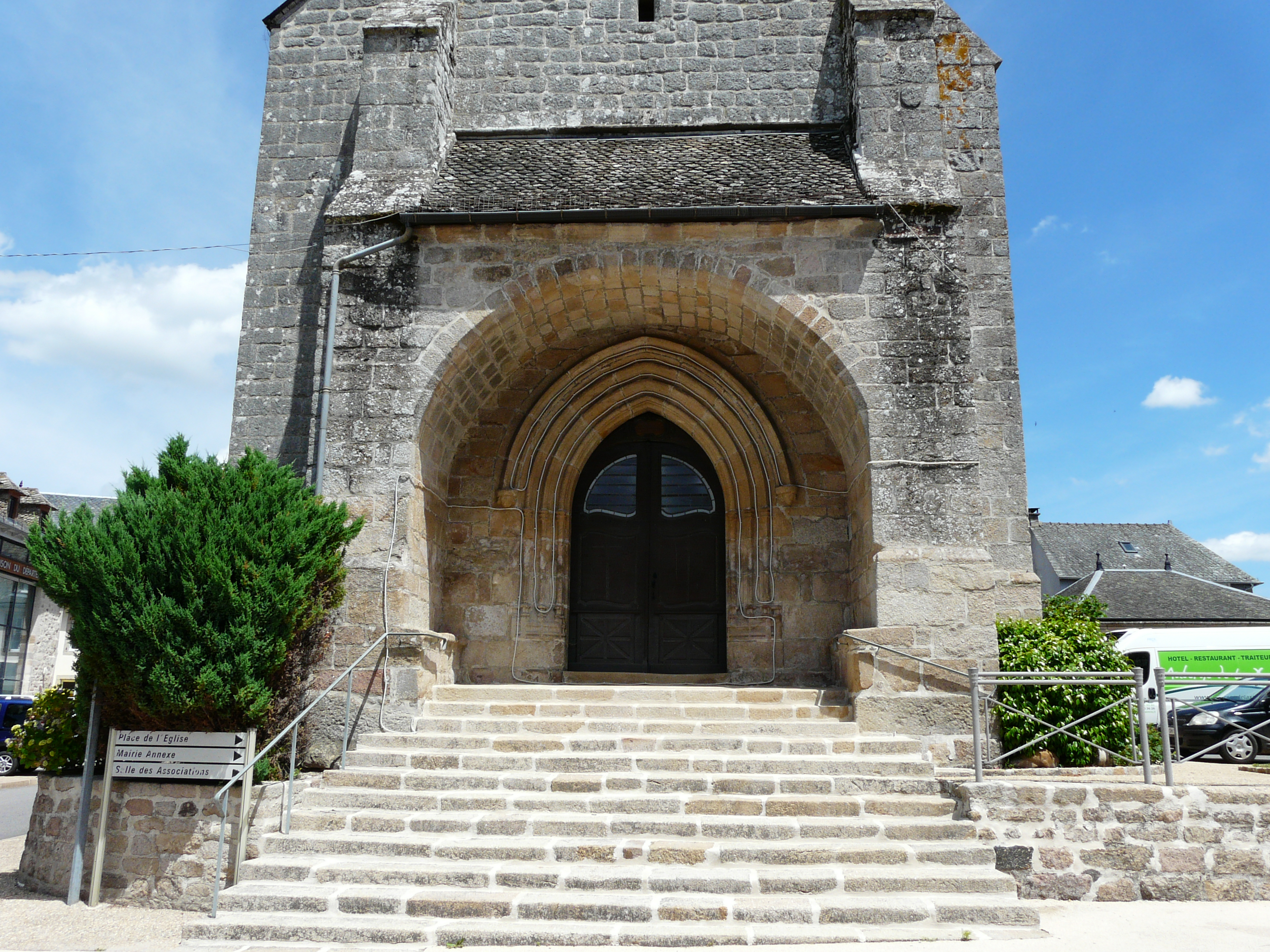
Son porche.
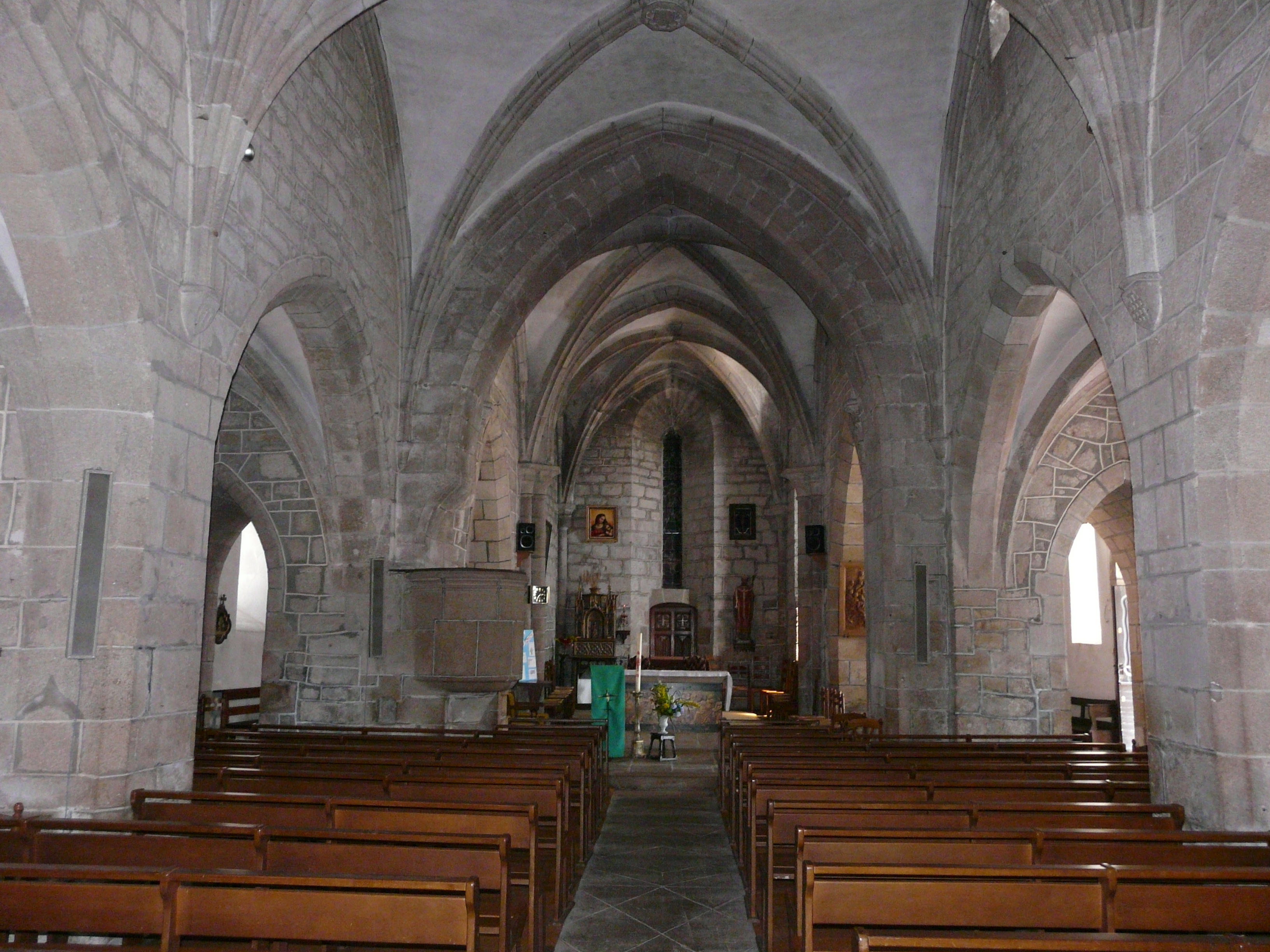
sa nef.

### Héraldique
| Blason de Saint-Privat | Blason  | D'or au lion de gueules, au chef d'azur chargé de trois étoiles du champ. |
| Blason de Saint-Privat | Détails | Le statut officiel du blason reste à déterminer.                          |